# Zemleanîcine (Zemleanîcine), Bilohirsk
Zemleanîcine (în ucraineană Земляничне) este localitatea de reședință a comunei Zemleanîcine din raionul Bilohirsk, Republica Autonomă Crimeea, Ucraina.

## Demografie
Componența lingvistică a localității Zemleanîcine
     Rusă (47,81%)
     Tătară crimeeană (45,9%)
     Ucraineană (4,51%)
     Alte limbi (1,1%)
Conform recensământului din 2001, nu exista o limbă vorbită de majoritatea populației, aceasta fiind compusă din vorbitori de rusă (47,81%), tătară crimeeană (45,9%) și ucraineană (4,51%).